# Waking the Fallen
Waking the Fallen (en español: Despertando a los caídos) es el segundo álbum de estudio de la banda estadounidense de heavy metal Avenged Sevenfold, lanzado al mercado el 26 de agosto de 2003 por Hopeless Records. Este álbum también es el primero realizado con Johnny Christ como nuevo bajista. Este fue el último álbum hecho con un sonido metalcore, aunque hay más voces limpias que en su primer disco Sounding the Seventh Trumpet. También es el último disco grabado en California, pues los demás discos serán grabados en Houston, Texas. La canción "Chapter Four" fue incluida en la banda sonora de los juegos NHL 2004, Madden 2004 y NASCAR Thunder 2004. El tema constante del track está relacionado con el asesinato de Abel, que va mano con mano con las numerosas referencias bíblicas no solo en Waking the Fallen sino en todos los discos de Avenged Sevenfold.

## Videografía
Un vídeo de presentación en vivo fue grabado en Warped Tour de 2003 para el primer sencillo de Waking the Fallen, "Second Heartbeat". Se realizó un vídeo del segundo sencillo "Unholy Confessions" el 6 de marzo de 2004. Era un vídeo en directo con la pista original doblada. Ofreció a los aficionados antes y durante un concierto de Avenged Sevenfold. De acuerdo con el vocalista M. Shadows, que fue solicitada por su nuevo sello, Warner Bros. Records para dar a conocer a la banda antes de su álbum de 2005 City of Evil .
Este video fue el segundo intento en un vídeo para la pista. El intento anterior fue un concepto creado de vídeo de la caída anterior (2003). La banda no estaba contenta con el producto final, sin embargo, y optó por volver a grabar el vídeo, esta vez como una actuación en directo. El nuevo vídeo entró en rotación en MTV2's Ball Headbanger's. Headbanger's Ball genera segunda recopilación"BPI entretenimientoNews Wire. "Aquí está el baile de MTV2 Headbanger, Volumen 2" lista de pistas ... El disco uno ... 'Confessions Unholy ", Avenged Sevenfold." 2 de agosto de 2004.

## Lista de canciones
Todas las canciones escritas y compuestas por Avenged Sevenfold. 
| N.º | Título                            | Duración |  |
| 1.  | «Waking the Fallen»               | 1:44     |  |
| 2.  | «Unholy Confessions»              | 4:45     |  |
| 3.  | «Chapter Four»                    | 5:45     |  |
| 4.  | «Remenissions»                    | 6:09     |  |
| 5.  | «Desecrate Through Reverance»     | 5:40     |  |
| 6.  | «Eternal Rest»                    | 5:13     |  |
| 7.  | «Second Heartbeat»                | 7:02     |  |
| 8.  | «Radiant Eclipse»                 | 6:12     |  |
| 9.  | «I Won't See You Tonight, Part 1» | 9:00     |  |
| 10. | «I Won't See You Tonight, Part 2» | 4:47     |  |
| 11. | «Clairvoyant Disease»             | 5:02     |  |
| 12. | «And All Things Will End»         | 6:19     |  |

## Aniversario
En marzo de 2014, el vocalista M. Shadows reveló en una entrevista con Loudwire que la banda tenía planes en las obras para poner algo por el atraso décimo aniversario de Waking the Fallen, 
```

```

"Vamos a armar algo para el aniversario de 10 años de "Waking the Fallen", que está a unos 11 o 12 años. Hemos estado tratando de pensar en algo que podríamos poner juntos y hemos encontrado algunos viejos demos que hicimos con Teppei [Teranishi] de tres veces antes de que incluso hicimos ese disco .... Nosotros también encontramos algunas viejas grabaciones con [el antiguo baterista] Jimmy [Sullivan] tocando en algunos shows antiguos en el Henry Fonda Theater en Los Ángeles, y el Teatro de Ventura. Vamos a poner juntos un DVD fresco y algunas pistas de demostración y re-lanzamiento "Waking the Fallen 'para los nuevos fanes de la banda que no han conseguido que o no saben sobre la historia de la banda."
-M. Shadows, entrevista Loudwire, marzo de 2014 Waking the Fallen: Resurrected fue lanzado el 25 de agosto de 2014.

## Lista de canciones
- Waking The Fallen : Resurrected

1. "Waking The Fallen Resurrected"
2. "Second Heartbeat" (Demo)
3. "Chapter Four" (Demo)
4. "Remenissions" (Demo)
5. "I Won't See You Tonight Pt 1" (Demo)
6. "I Won't See You Tonight Pt 2" (Demo)
7. "Intro/Chapter Four" (En Vivo Desde Ventura)
8. "Desecrate Throught Reverence" (En Vivo Desde Pomona)
9. "Eternal Rest" (En Vivo Desde Pomona)
10. "Unholy Confessions" (En Vivo Desde Ventura)
11. "Second Hearbeat" (En Vivo Desde Ventura)
12. "I Won't See You Tonight Pt 1" (En Vivo Desde Ventura)
13. "I Won't See You Tonight Pt 2" (En Vivo Desde Ventura)

-El disco incluye todas las canciones originales de Waking The Fallen, un documental de 30 minutos de Waking The Fallen Resurrected, el primer video corto de la canción "Unholy Confessions", una grabación en vivo de la canción "Chapter Four" y Contenido bonus exclusivo de la versión de compra.

## Créditos
- M. Shadows - Voz principal.
- Synyster Gates - Guitarra líder, coros.
- Zacky Vengeance - Voces principales, Guitarra rítmica
- Johnny Christ - Bajo.
- The Rev - Batería